# Artikel 5-procedure
De Artikel 5-procedure is een fictieve administratieve procedure die kan worden toegepast bij de controle of het toezicht op regelgeving. De uitvoering bestaat uit het door de (vijf) vingers zien van de overtreding van de betreffende regel, waarna een oogje wordt toegeknepen.
Het resultaat van de procedure is, dat het afwijken van de regel oogluikend wordt toegestaan.
De term wordt voornamelijk gebruikt in ambtelijk overleg en door juristen met verhullend taalgebruik.